# Износостойкость
В соответствии с ГОСТ 27674-88 износостойкость – это свойство материала оказывать сопротивление изнашиванию в определённых условиях трения, оцениваемое величиной, обратной скорости изнашивания или интенсивности изнашивания.
Износостойкость зависит от состава и структуры обрабатываемого материала, исходной твёрдости, шероховатости и технологии обработки детали, состояния ответной детали. Наиболее распространенными являются технологии обработки включающие поверхностное пластическое деформирование, в частности, выглаживание. Также существуют методы повышения износостойкости деталей благодаря нанесению специального износостойкого покрытия на поверхность детали. При этом износостойкость детали  без покрытия может быть намного ниже, чем у детали с износостойким покрытием.

## Признаки износостойкости
Об износостойкости следует судить по различным признакам, причём в качестве характерных нужно ввести следующие подчинённые понятия:
1. Работоспособность. Материал должен обладать способностью выдерживать высокие нагрузки при всех температурах и экономной смазке, т. е. и при граничном трении, при скоростях, колеблющихся от нуля до максимальных значений и меняющихся направлениях движений.
2. Склонность к заеданию, т. е. склонность к свариванию поверхностных частиц с сопрягаемым материалом, должна быть при совместной работе с материалом вкладыша возможно меньшей, даже тогда, когда вследствие точечного сопряжения и высокой нагрузки от попадания между поверхностями скольжения посторонних частиц или частиц от истирания возникнут временно значительные местные повышения температуры.
3. Хорошая прирабатываемость. При заданных условиях напряжения, движения и смазки должна быстро образовываться сплошная зеркальная рабочая поверхность с хорошей адгезией масла. Материал должен поддаваться полировке.
4. Хорошая резервная работоспособность. При временно недостаточной смазке или её временном отсутствии материал должен иметь способность в течение некоторого времени выдерживать заданную рабочую нагрузку без чрезмерного износа.
5. Изнашивание (коленвала) должно происходить так, чтобы от поверхности отделялись только мельчайшие частицы, которые, попадая между шейкой вала и вкладышем, не нарушали работу; при изнашивании никогда не должны выкрашиваться частички.

## Интересные факты
В августе 2018 года ученые Сандийских национальных лабораторий заявили о создании нового сплава золота и платины, который стал самым износостойким материалом из когда-либо созданных человеком.

## Галерея

Применение износостойких материалов
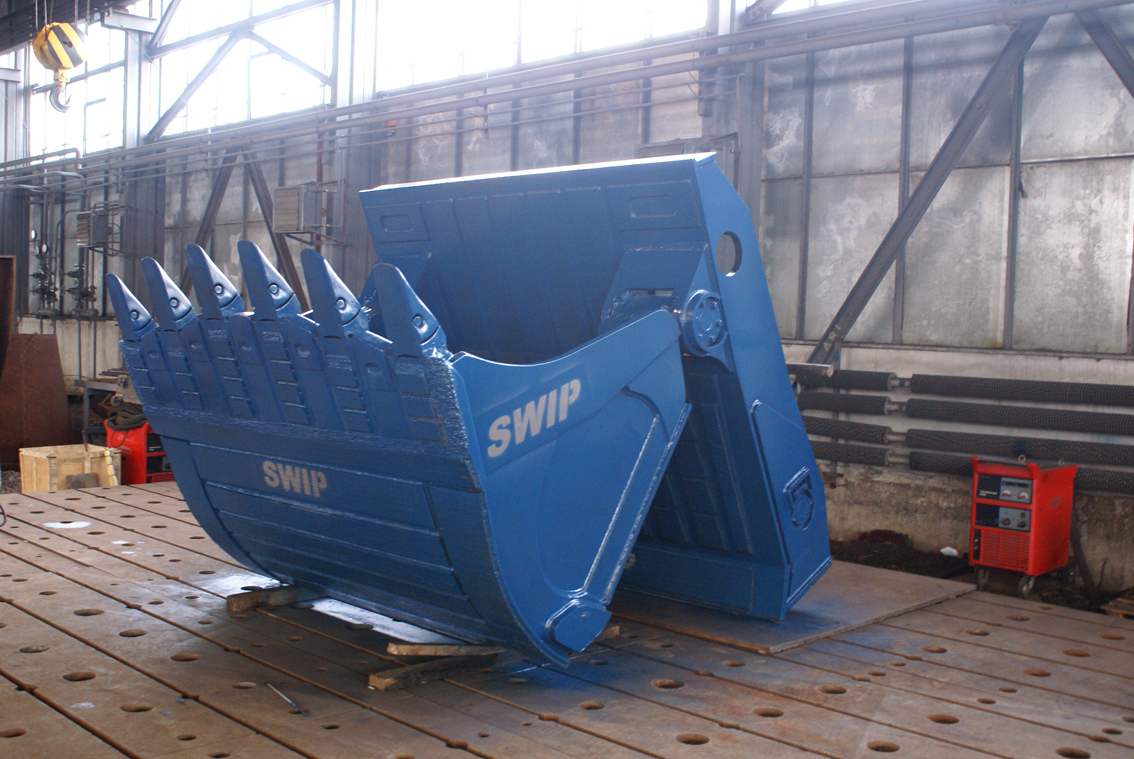
Восстановление ковша экскаватора износостойкими материалами
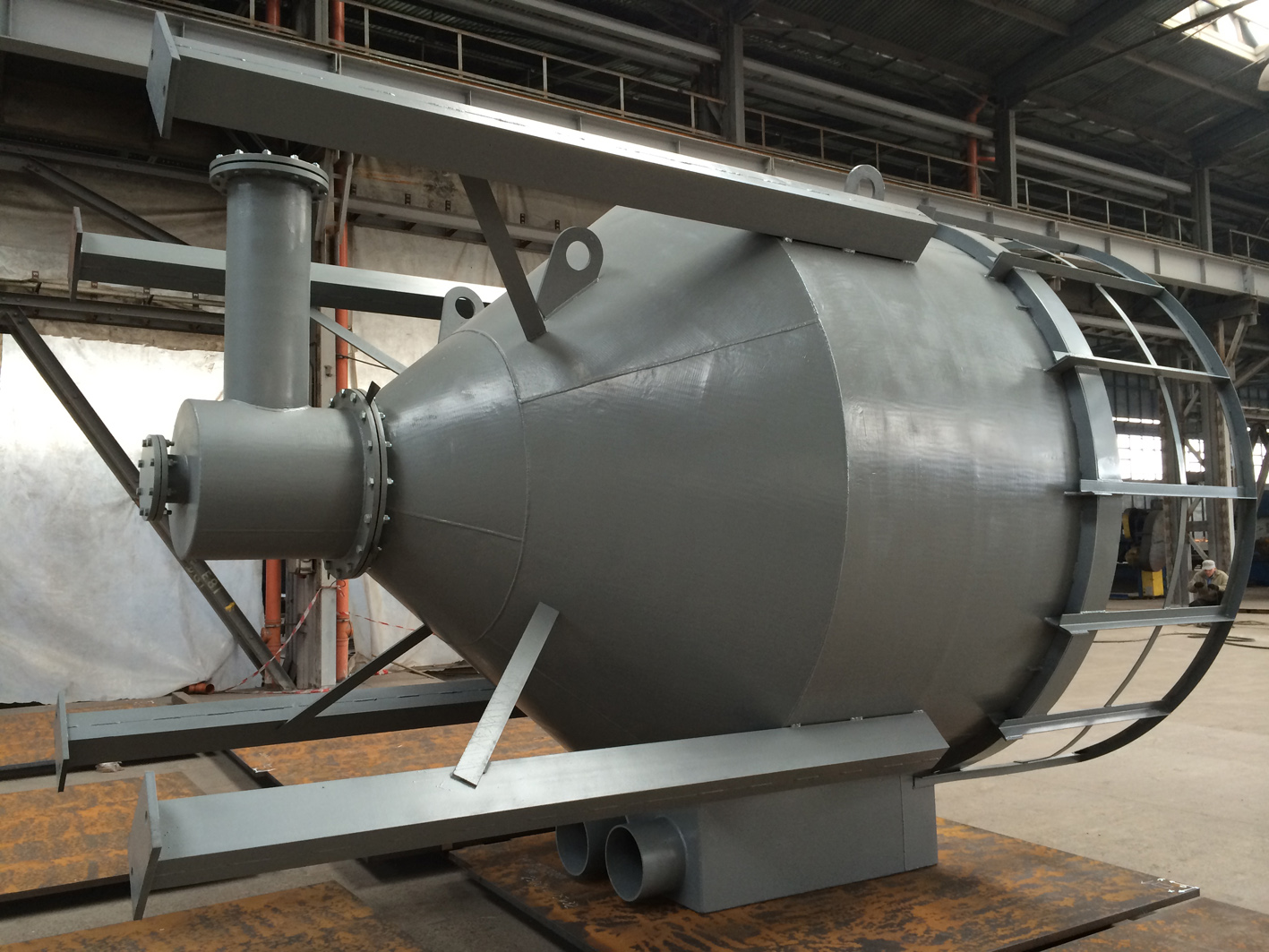
Изготовление зумпфа насоса из износостойкого материала биметалла SWIP
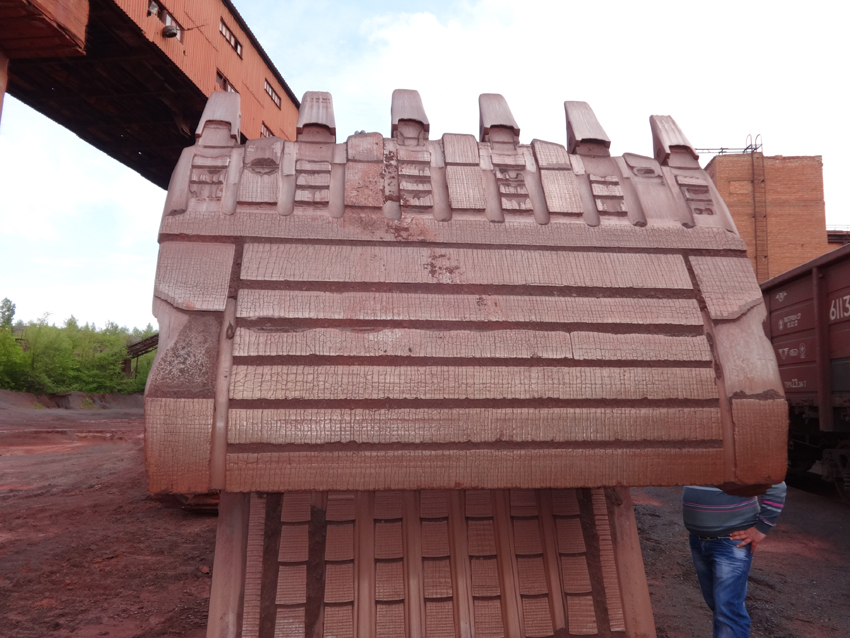
Износ футеровки ковша экскаватора
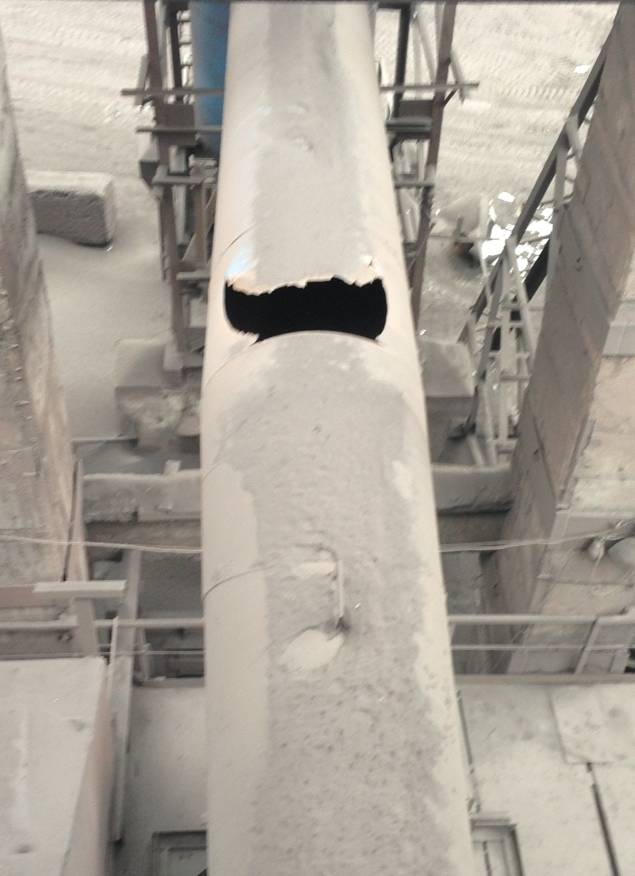
Изношенный коллектор хвостовой части агломерационной машины
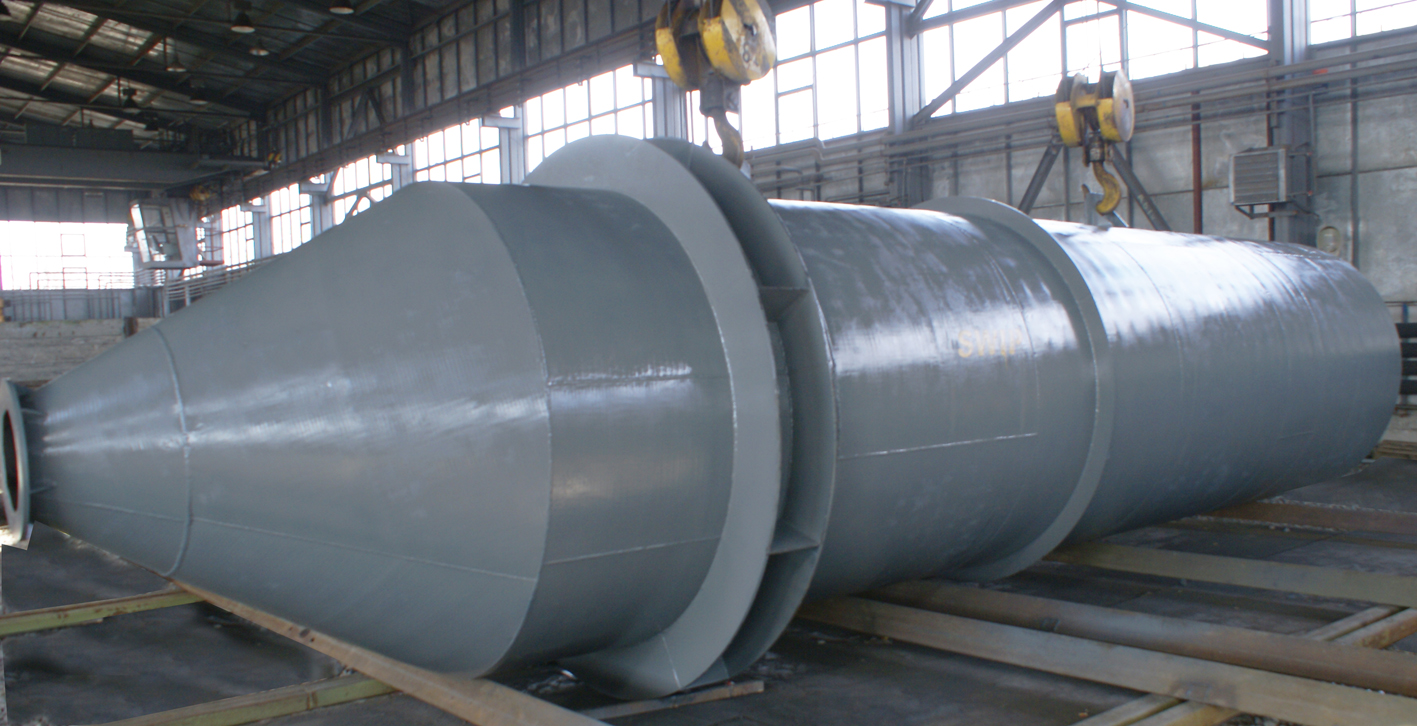
Коллектор хвостовой части агломашины, изготовленный с применением износостойких материалов
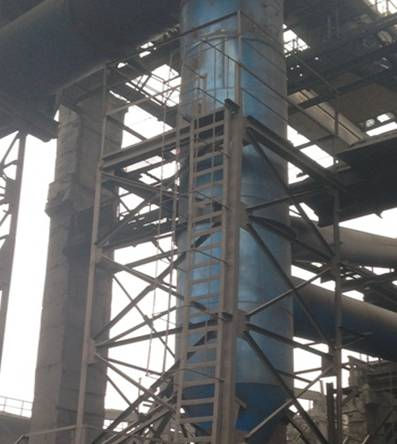
Коллектор хвостовой части агломерационной машины, изготовленный из биметалла, после 2-х лет эксплуатации не имеет износа
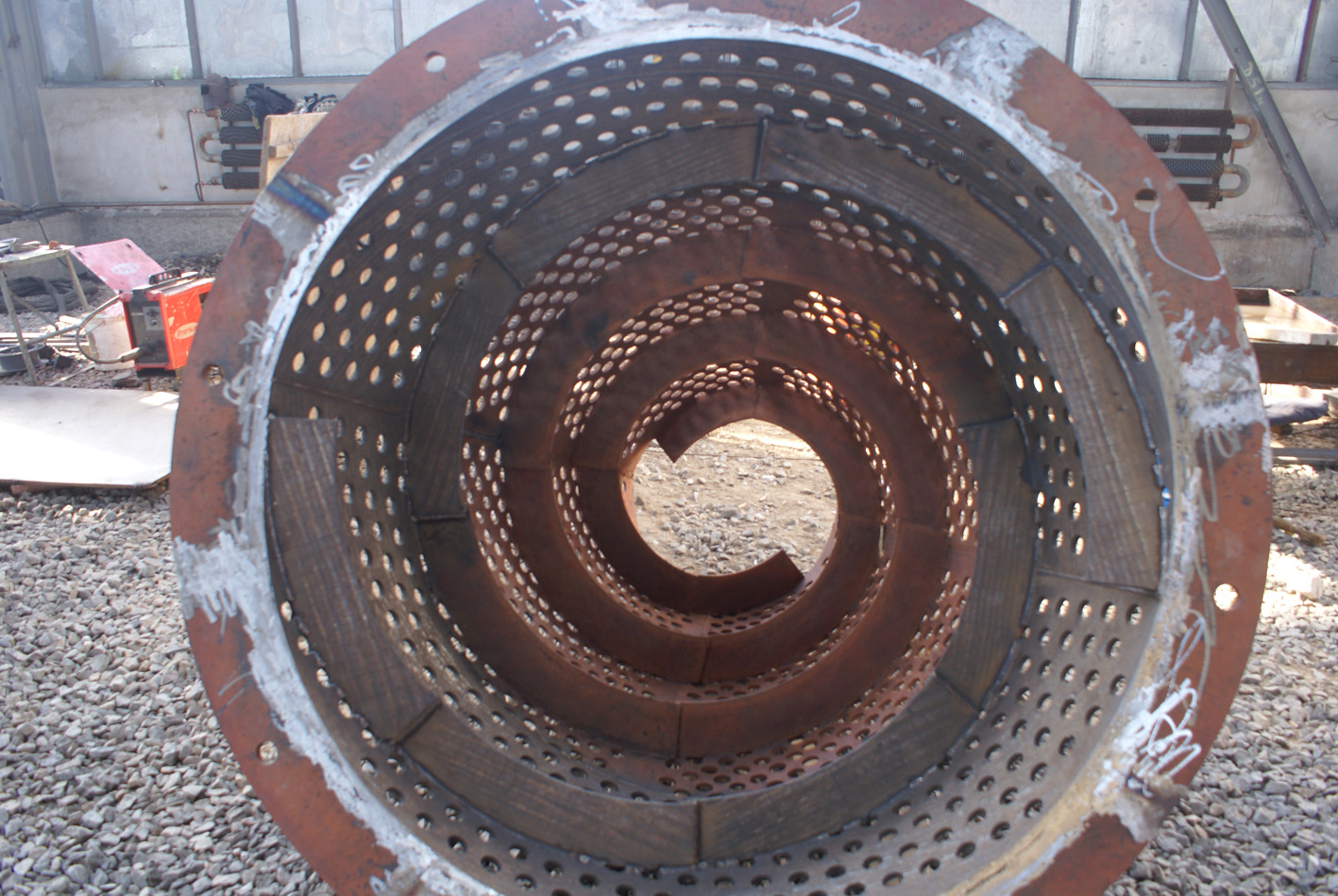
Упрочнение износостойкими материалами бутары шаровой мельницы
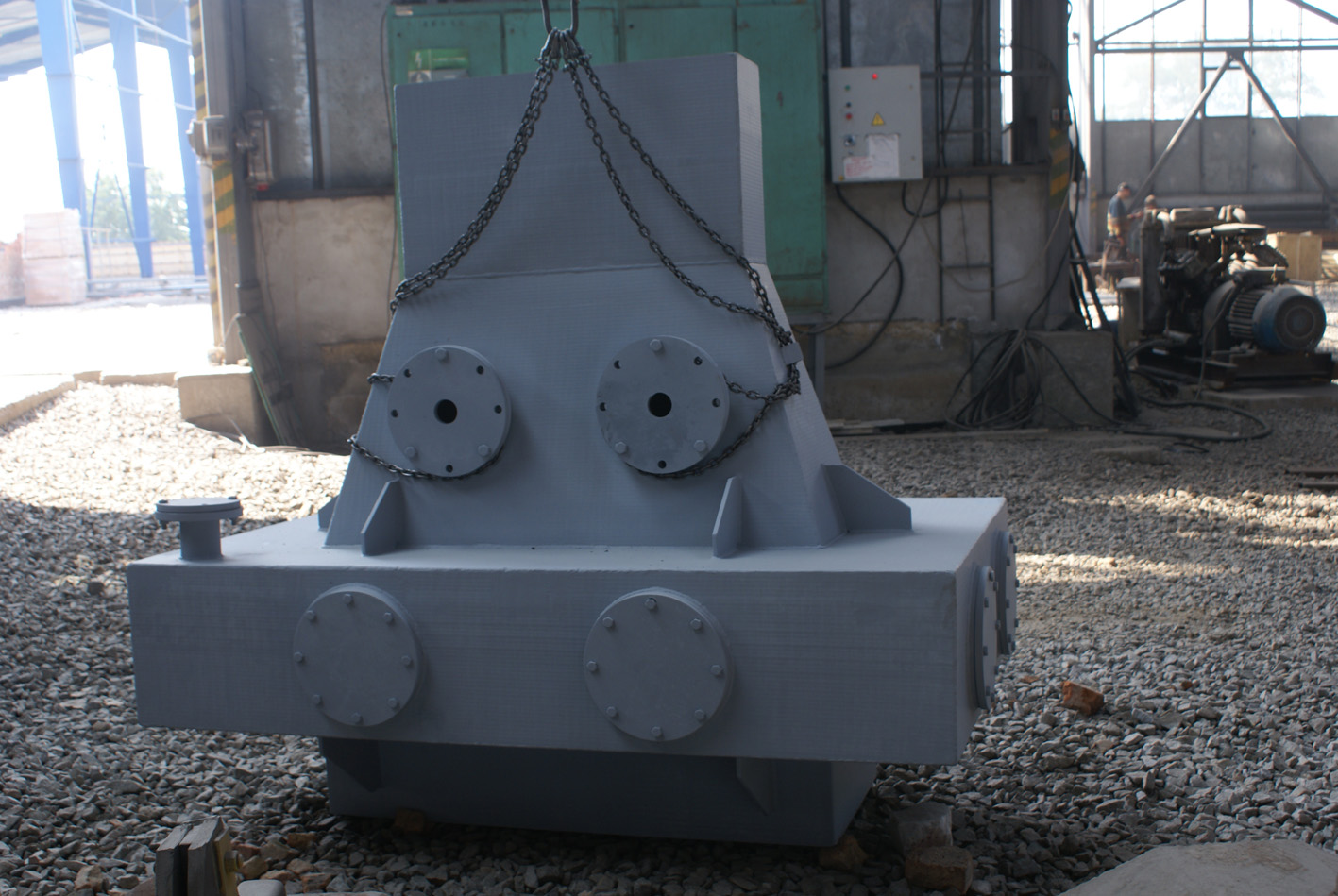
Элементы трубы Вентури с применением износостойких материалов